# Made in Heaven
Made in Heaven je 21. řadové album britské skupiny Queen, které bylo vydané v roce 1995. Je také posledním albem, na kterém se podílel Freddie Mercury, který se jejího vydání již nedožil.

## Proces vzniku

### S Frediem Mercurym
Ihned po dokončení nahrávání LP Innuendo se Freddie Mercury rozhodl, že se pustí do nových písní, které by mohly vyjít jako B strany[ujasnit] k připravovaným singlům. Začalo se pracovat na skladbách A Winter’s Tale, You Don’t Fool Me a Mother Love. Poslední jmenovanou už Freddie dokončit nestačil a jde o jeho úplně poslední nahrávku. Poslední skladbou, kterou sám napsal, byla koleda A Winter’s Tale. Freddiemu se tyto písničky zdály natolik dobré, že by jich byla škoda využít jen jako B strany[ujasnit] singlů. Queen se rozhodli, že je schovají pro své příští album, kterého se Freddie už nedožil. Ze stejné nahrávací session pochází i písnička Lost Opportunity, kterou nazpíval Brian. Vyšla na CD singlu I’m Going Slightly Mad v roce 1991. 

### Po smrti Freddieho Mercuryho
Po Mercuryho smrti se zbylí členové Queen rozhodli album dokončit. Úplně nejstarší nahrávkou, se kterou pracovali, je demo It’s A Beautiful Day z roku 1980. Sáhli také do Freddieho sólové kariéry a předělali dvě nahrávky z jeho debutu Mr. Bad Guy: Made in Heaven a I Was Born To Love You (ta slavila v roce 1985 v hitparádách velký úspěch). Z období natáčení alba The Miracle vybrali zapomenutou písničku My Life Has Been Saved, která vyšla jen na druhé straně singlu, a nově ji zpracovali. Ze stejného období pochází i balada Too Much Love Will Kill You. Tu mohli fanoušci slyšet mj. na vzpomínkovém koncertě pro Freddieho v roce 1992, ale především ji mohli znát ze sólové desky Briana Maye Back To The Light. Od Rogera zase pochází skladba Heaven For Everyone. Ten ji nahrál se svou skupinou The Cross v roce 1987, kde nezaznamenala velký úspěch a pro album Made In Heaven byla kompletně přepracována. 
Nejvíce času zabrala práce s fragmentem Let Me Live, který Queen natáčeli v roce 1983 se zpěvákem Rodem Stewartem. Skladbu nikdy nedokončili a hlas Stewarta se tak na albu nakonec neobjevil. Zbylé sloky nazpívali Brian s Rogerem a je to tak jediná písnička skupiny Queen, kde se o hlavní hlas dělí všichni tři.[zdroj?] Zároveň jde o jedinou skladbu v jejich repertoáru, která má gospelový charakter. 

## Ohlasy
K albu vyšlo celkem 5 singlů a všechny se umístily v hitparádě v TOP 30.[zdroj?] Čtyři z nich (kromě A Winter’s Tale) vyšly o čtyři roky později na výběru Greatest Hits III.

## Seznam skladeb
1. "It's a Beautiful Day" (Freddie Mercury, John Deacon) – 2:32
2. "Made in Heaven" (Freddie Mercury) – 5:25
3. "Let Me Live" (Freddie Mercury/Roger Taylor) – 4:45
4. "Mother Love" (Brian May, Freddie Mercury) – 4:49
5. "My Life Has Been Saved" (John Deacon) – 3:15
6. "I Was Born to Love You" (Freddie Mercury) – 4:49 na LP zeditována
7. "Heaven for Everyone" (Roger Taylor) – 5:36 na LP zeditována
8. "Too Much Love Will Kill You" (Brian May, Frank Musker, Elizabeth Lamers) – 4:20
9. "You Don't Fool Me" (Freddie Mercury, Taylor) – 5:24 na LP zeditována
10. "A Winter's Tale" (Freddie Mercury) – 3:49
11. "It's a Beautiful Day (Reprise)" (Freddie Mercury) – 3:01
12. "Yeah" (Queen) – 0:04
13. "Untitled Instrumental Track" (Queen) – 22:32 na LP využito jen několik prvních sekund

Singly:
Heaven For Everyone (1995)
A Winter’s Tale (1995)
Too Much Love Will Kill You (1996)
Let Me Live (1996)
You Don’t Fool Me (1996)